# Lensia campanella
Lensia campanella is een hydroïdpoliep uit de familie Diphyidae. De poliep komt uit het geslacht Lensia. Lensia campanella werd in 1925 voor het eerst wetenschappelijk beschreven door Moser. 